# Kinderfeest

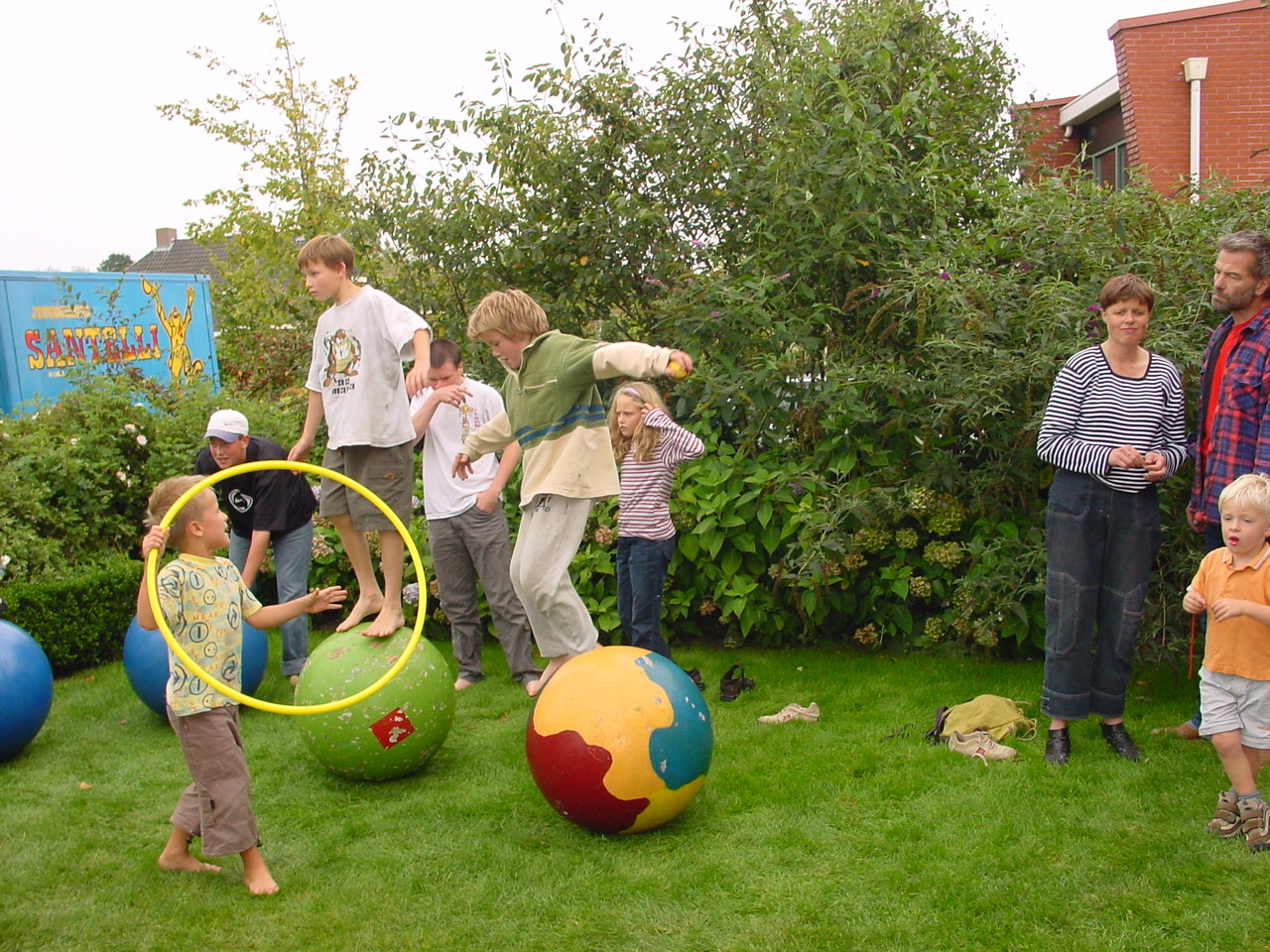
Tuinfeest voor kinderen

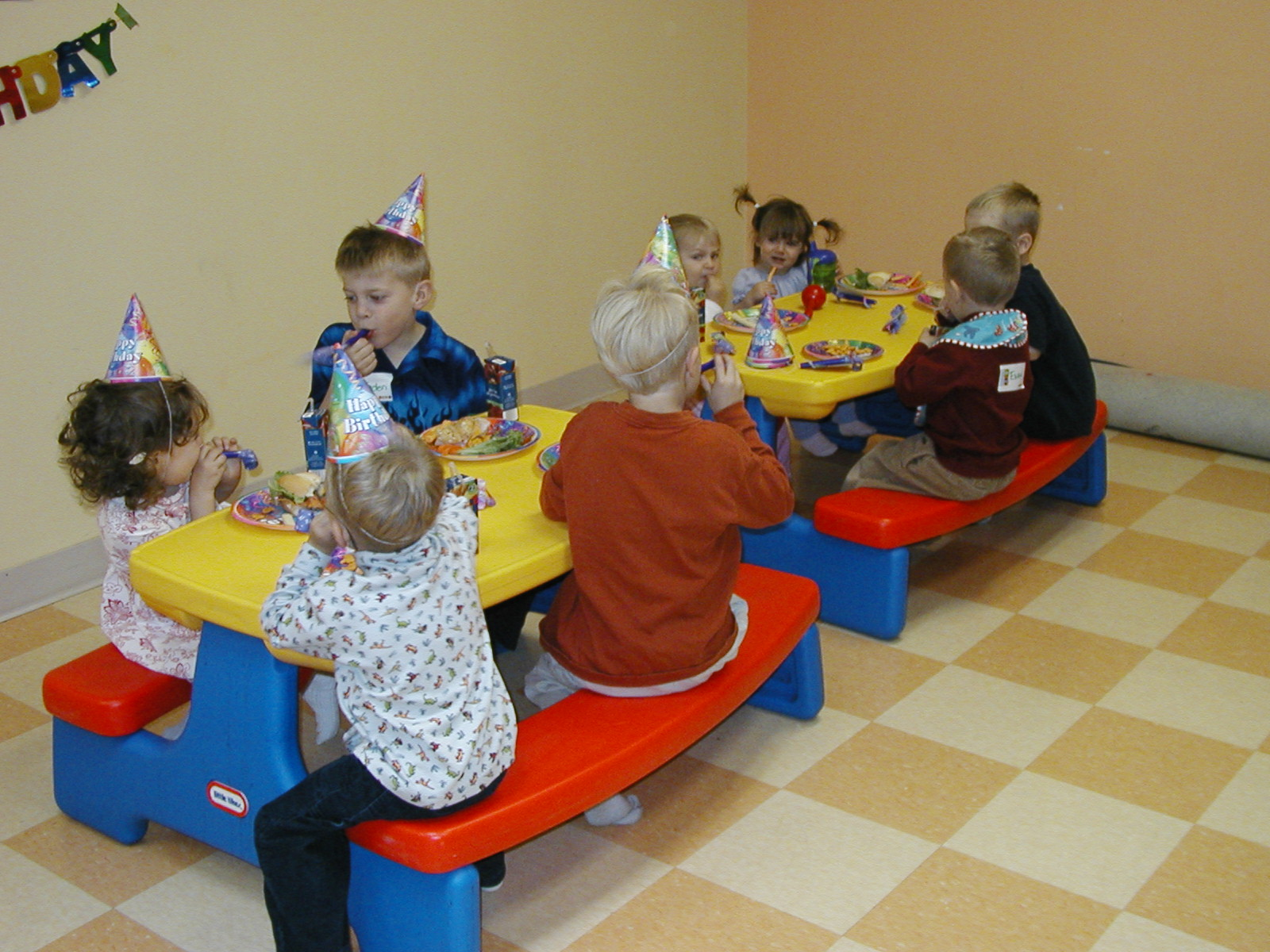
Feesthoedjes worden veel gebruikt

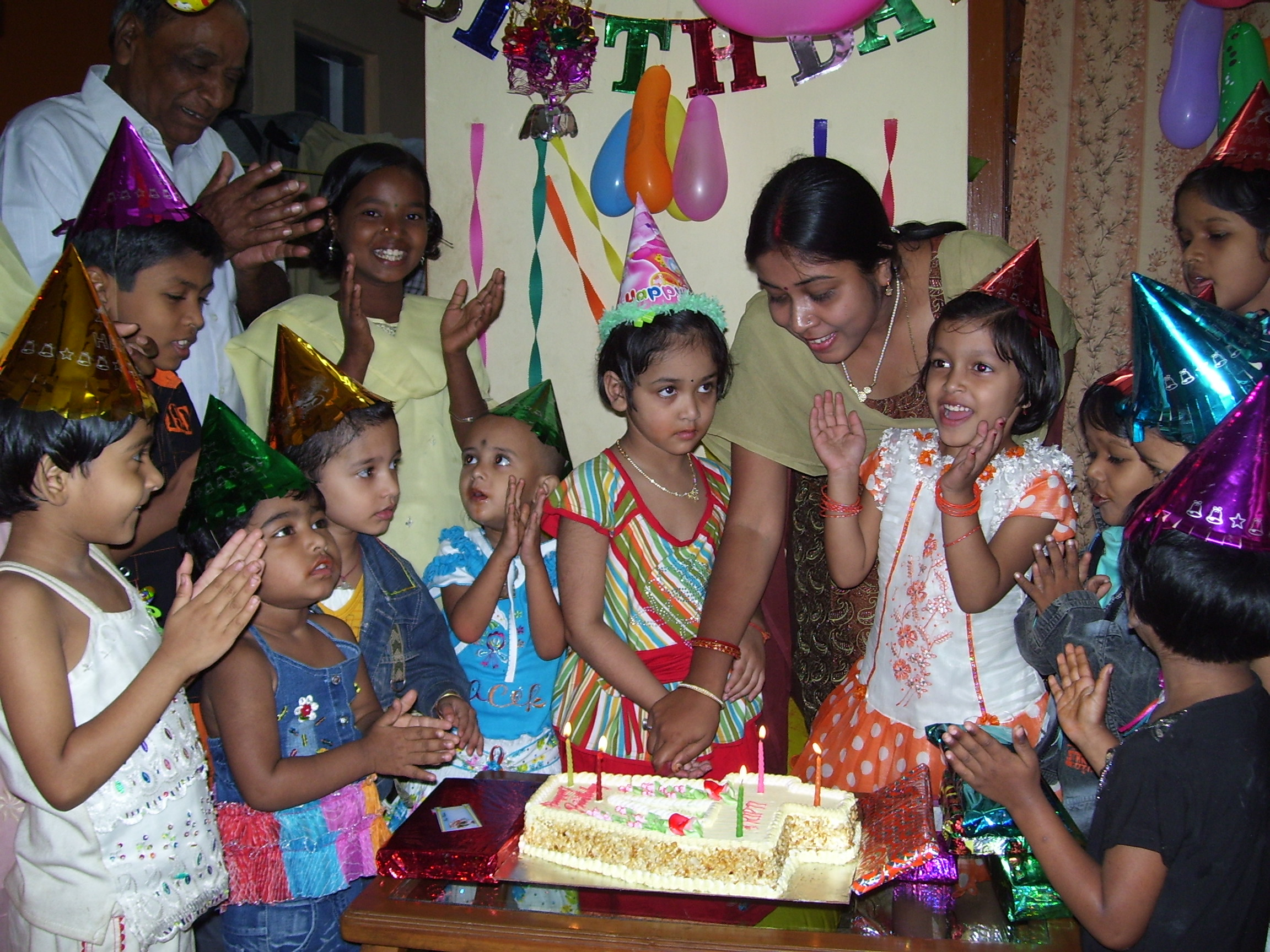
Kinderverjaardagsfeest in India

Kinderfeestjes  zijn feestelijke bijeenkomsten voor groepjes kinderen die georganiseerd en geleid worden door volwassenen. Meestal betreft het feestjes die ouders thuis organiseren voor hun kind dat op die dag diens verjaardag viert.

## Voorbereiding
Kinderen en/of ouders maken vaak een uitnodiging voor het kinderfeest in de vorm van kaart om vriendjes en vriendinnetjes uit te nodigen voor het feest. Deze uitnodigingen worden soms ook in de klas uitgedeeld. Op het desbetreffende kaartje staat soms dat de bestemming of activiteit nog een geheime verrassing is. 

## Invulling
Een kinderfeestje duurt doorgaans enkele uren. Tot de vaste rituelen behoren het cadeautjes uitpakken, zingen voor de jarige en taart eten. Ook worden er kinderspelletjes gedaan. Doorgaans hebben de ouders hierbij de regie. 
Ook is het niet ongebruikelijk dat er een feestelijk uitstapje wordt gemaakt, met bijvoorbeeld een bezoek aan een dierentuin, pretpark, speeltuin, zwembad of speelpaleis.  Ook sportieve activiteiten als bowlen, lasergamen, wandklimmen en karten zijn populair. De kinderen die voor het feest zijn uitgenodigd mogen soms zelfs blijven logeren: een zogenaamd 'slaap- of pyjamafeestje'.

### Spelletjes
De kinderen kunnen worden beziggehouden met spelletjes zoals koekhappen, knutselactiviteiten of een voorstelling van bijvoorbeeld een goochelaar of clown. 
Klassieke spelletjes op een kinderfeestje zijn zakdoekje leggen, koekhappen, snoephappen en stoelendans.
Ook wordt er vaak een speurtocht georganiseerd en is er een grabbelton. Vaak krijgen de kinderen aan het einde van het feestje een snoepzak mee naar huis, of gaan ze samen avondeten.

### Thema's
Een kinderfeest wordt soms rond een bepaald onder kinderen geliefd thema georganiseerd, zoals circus, piraten, etc. Aankleding en spelletjes worden hieraan aangepast. Er kan worden gevraagd om verkleed in het thema naar het feestje te komen.

## Overige betekenissen
Vaste tradities die met name op kinderen zijn gericht, zoals het Sinterklaasfeest, worden ook kinderfeesten genoemd.